# Géopolitique du sport
La géopolitique du sport s'attache à la description et à l'analyse des rivalités entre États qui ont pour objet ou vecteur le sport. La géopolitique du sport analyse les répercussions politiques des compétitions sportives internationales, du choix de leur emplacement, etc.
Les tensions autour du sport sont liées à ce que le sport est un facteur de prestige, de retombées économiques, et de puissance dans le monde.

## Enjeu symbolique

### Symbole de puissance
La capacité d'un pays à envoyer des représentants au sein de compétitions sportives internationales, où qu'elles aient lieu dans le monde, est en soi un symbolique de puissance. Ainsi, avant la Seconde Guerre mondiale, les Jeux olympiques ne sont pas réellement mondiaux : seuls quelques pays européens (Italie, Royaume-Uni, Suède, France…) et quelques pays riches extra-européens (les États-Unis, le Canada, puis l’Australie et l'Afrique du Sud) y participent.
La montée en puissance économique et politique d'un pays peut par conséquent faire l'objet d'une publicisation mondiale par le biais de l'organisation d'évènements attendus. Le Japon fait, en 1964, des premiers jeux olympiques organisés dans un pays non-occidental une vitrine du miracle économique japonais. La Corée du Sud fait de même en 1988, puis la Chine en 2008. À l’heure actuelle, le sport voit l’émergence de nombreux pays en développement, comme la Chine, dans le monde sportif : la victoire de Liu Xiang en 110 m haies en 2004 en est un symbole. Ainsi aux Jeux olympiques d’Athènes en 2004, la Chine a totalisé 63 médailles dont 32 en or, ce qui l'a placée en deuxième position dans le tableau des médailles.

### Reflet de la situation internationale
La présence d'un pays à une compétition, ou son absence, peut témoigner de sa place dans la communauté internationale. Alors que l'Allemagne était devenu un État paria durant les premières années où Adolf Hitler était au pouvoir, le choix de Berlin pour les Jeux olympiques de 1936 illustre son retour sur la scène mondiale.
Pendant la Guerre froide, les compétitions sportives sont commentées sous le prisme géopolitique de l'affrontement entre le bloc de l'Est et le bloc de l'Ouest. En 1952, l'URSS participe pour la première fois aux Jeux Olympiques, qui ont lieu à Helsinki, un territoire neutre,. Un duopole américano-soviétique se met en place et les deux pays vont jusqu’à remporter plus de 50 % des médailles pendant plusieurs décennies.

## Enjeu d'influence

### Boycott sportif
Le boycott est une arme utilisée par des pays afin de marquer leur désapprobation ou publiciser une cause. En 1956, l’Égypte, l’Irak et le Liban boycottent les Jeux de Melbourne pour protester contre l’occupation franco-anglo-israélienne du canal de Suez. L’Espagne de Franco et la Suisse font de même pour dénoncer l’intervention soviétique en Hongrie. Dans le cadre de la Guerre froide, les athlètes russes décident en 1952 de ne pas résider au village olympique afin d'éviter les contacts avec l’« ennemi » et ainsi réduire la probabilité de défections. Un second village sera d’ailleurs construit pour l’ensemble des athlètes des pays de l’Est. Après 1952, le comité olympique refusera que les athlètes ne demeurent pas tous dans le village olympique unique.
L’édition de 1976 se fit sans la participation de trente États africains, mécontents de n’avoir pu obtenir l’exclusion de la Nouvelle-Zélande, qui s’était rendue coupable d’avoir envoyé une équipe de rugby dans l’Afrique du Sud de l’apartheid.
Aux États-Unis, une mobilisation est organisée par les États-Unis contre les Jeux de Moscou en 1980, pour protester contre l’invasion de l’Afghanistan, et qui a privé l’Union soviétique de la reconnaissance internationale à laquelle elle aspirait. En revanche, le régime soviétique, qui tenta de prendre sa revanche en organisant le boycottage des Jeux de Los Angeles en 1984, ne sera suivi que par douze pays communistes, ce qui constitua un échec.

### Protestation
Les tensions intraétatiques ont pu être mises en valeur lors de grands événements sportifs : aux Jeux de 1968, à la finale du 200 mètres, les deux Américains Tommie Smith et John Carlos, respectivement 1er et 3e, sur le podium, lèvent le poing et détournent leur regard du drapeau américain en contestation du sort réservé aux Noirs aux États-Unis.

### Témoignage desoft power
L'importance et la hiérarchie des sports dans les pays sont un témoignage de la puissance culturelle (soft power) des pays qui ont influencé le développement de ces sports. Le baseball est devenu un sport majeur au Japon dans les années 1950 du fait de l'influence américaine. Il en va de même pour le cricket et le rugby dans les anciens pays anglo-saxons, et notamment dans les États arabes du Golfe. C'est aussi le cas du football en Afrique, où il a été importé par le colonisateur. Cette influence est toujours perceptible : le français Henri Michel entraîne la Côte d’Ivoire, Roger Lemerre entraîne la Tunisie, Claude Le Roy le Ghana, Bruno Metsu ancien entraîneur du Sénégal…
La réussite sportive est importante pour les pays car, contrairement à la domination dans d'autres domaines (militaires, économiques...), la domination sportive induit l'admiration, le respect et l'attirance pour le vainqueur. Ainsi, après les mauvais résultats de la France aux Jeux olympiques d'été de 1960 à Rome, Charles de Gaulle crée une politique publique sportive à destination de la jeunesse. En 2013, Laurent Fabius crée un poste d'ambassadeur pour le sport.
Depuis la fin des années 2000, les pays du Golfe qui se reposent grandement sur leurs hydrocarbures pour assurer leur pérennité et leur statut international, utilisent également le sport pour faire de même. Le cas du Qatar par exemple peut se résumer ainsi : « Il [le Qatar] est devenu une marque. Et le sport s’est imposé comme son meilleur atout pour faire valoir ses intérêts, son indépendance et sa légitimité. ». D'où la récente organisation de la Coupe du Monde de football en 2022 dans ce pays.
Les pays utilisant le sport comme outil de soft-power la volonté d’améliorer leur image, d’améliorer leur visibilité sur la scène internationale et, pour les non-occidentaux, d’être associés à l’adoption de valeurs occidentales. Le sport peut aussi devenir un axe diplomatique qui montre également une sécurité et une maîtrise technologique importante dans des pays où ce ne fut pas historiquement le cas,. Certains de ces pays valorisent non-seulement le fait de participer, en accueillant et en organisant, mais aussi celui de gagner sur la scène internationale pour renforcer leur puissance.
Si l'usage du sport comme instrument de soft power n’est pas un phénomène nouveau, l'étude scientifique de cette dynamique est, par contre, bien plus récente. Et ce notamment depuis la fin de la Guerre Froide et de la décolonisation. En France, le concept de géopolitique du sport s’est développé plus récemment grâce à des auteurs comme Jean-Baptiste Guégan, Pascal Boniface ou Lukas Aubin.

## Enjeu diplomatique

### Unification politique par le sport
Le sport mettant en scène une violence maîtrisée visant une victoire non-guerrière, les sociologues Norbert Elias et Eric Dunning ont écrit, dans Sport et civilisation : la violence maîtrisée qu'« au niveau international, des manifestations sportives comme les Jeux olympiques ou la Coupe du monde de football constituent, de manière visible et régulière, la seule occasion d’union pour les États en temps de paix ».
Le sport peut être utilisé afin d'améliorer les relations entre des nations différentes, notamment dans le cadre d’États plurinationaux ou culturellement proches. C'est le cas du tournoi des Six Nations, où les nations du Royaume-Uni que sont l'Écosse, l'Angleterre, le Pays de Galles et l'Irlande du sud et du nord s'unifient. L'Irlande du Nord et du Sud ne forment qu’une équipe en rugby ; en 2000 aux Jeux Olympiques de Sydney, Corée du Sud et Corée du Nord défilent sous le même drapeau.
Le Pays basque joue aussi sur le sport pour accentuer son unicité. L’Athletic Bilbao ne fait jouer que des joueurs basques. En Espagne, certains joueurs refusent de représenter l’équipe nationale du fait de leur attachement à leur nation. Le défenseur catalan du FC Barcelone, Oleguer Presas, refuse ainsi systématiquement la sélection en équipe nationale.
Un évènement sportif peut aussi avoir un effet unificateur sur une seule et même nation. Les coupes du monde sportives peuvent être visionnées par des millions de téléspectateurs dans un même pays. C'est le cas de la coupe du monde de football en France.

### Catalyseur de tensions
Le sport peut aussi être catalyseur de tensions entre des pays adversaires. En 2004, à la suite de la finale Chine-Japon de la coupe d’Asie, des émeutes antijaponaises ont éclaté. De même, la guerre de Cent Heures en 1969 entre le Honduras et le Salvador a été déclenchée par des éliminatoires de la coupe du Monde de football.

## Enjeu guerrier

### Préparation sportive et préparation militaire
La préparation sportive peut être mobilisée par les États sous prétexte de la volonté d'une réussite sportive, mais être en réalité tournée vers la préparation des futurs soldats en cas de guerre. La création des Jeux olympiques par Pierre de Coubertin est motivée de manière sous-jacente par la volonté de préparer les jeunes Français à une potentielle future guerre contre l'Allemagne à la suite de la défaite de Sedan.

### Culte du corps
Les régimes autoritaires de l'entre-deux-guerres ont tous soutenu des politiques sportives importantes en lien avec le culte du corps. Le sport permettait également de mettre en valeur le pays lors des compétitions sportives en vantant l'ambition de la création d'un homme nouveau porté par ces régimes.